# Abdul Kader El-Janabi
Abdul Kader El-Janabi, surnommé Akej ou Jaber, né le 1er juillet 1944 à Bagdad, est un poète irakien, journaliste, écrivain, traducteur et libertaire. 

## Biographie
Dans sa jeunesse, plusieurs membres de sa famille sympathisent avec le Parti communiste irakien et il est influencé par le surréalisme. Mais dans les années 1960, il est contraint à l'exil à la suite de l'instauration d'un régime policier autoritaire du parti Baas encouragé par les États-Unis.
Exilé en Grande-Bretagne, il se lie au mouvement trotskyste, l'International Marxist Group, dirigé par Tariq Ali.
Il part ensuite en France où il réside depuis 1972. Il y monte diverses revues dont Le Désir Libertaire ('Ar Raghba El-Ibâhiyya'). Il y publie des textes de libertins musulmans de l'époque du califat Abbasside de Bagdad ainsi que des textes de Georges Henein, précurseur du surréalisme en Égypte.
Se refusant à toute union sacrée dans le conflit israélo-palestinien, il se lie avec des écrivains israéliens et appelle à une solution juste dans le conflit. Il compose le recueil Nés à Bagdad avec Romy Somek. Il porte un regard très critique sur les intellectuels arabes qui « n'utilisent leur langue que pour devenir les fonctionnaires zélés du despotisme. »
Traducteur en arabe de Paul Celan, Max Jacob, Joyce Mansour et de divers poètes américains, El-Janabi voue une haine à la religion et mène une critique de la religion musulmane entre autres :

« Musulman, moi ? Impossible ! N'ai-je pas été expulsé de l'école coranique, où l'on m'avait pris de force à peine un mois plus tôt, pour n'avoir pu apprendre par cœur ne fût-ce qu'une seule sourate ? »

## Publications
- Sables, Paris, coll. Arabie-sur-Seine, 1983.
- Horizon vertical, Paris, Sindbad-Actes Sud, 1998, version française de Tarbiyat 'Abd el-Qâdir el-Janabi (Dâr el-Jadîd, Beyrouth, 1995)
- Le spleen du désert, petite anthologie de poèmes arabes en prose, Paris, Paris-Méditerranée, 2001.
- Le verbe dévoilé, petite anthologie de la poésie arabe au féminin, Paris, Paris-Méditerranée, 2001.
- Reflets dans le miroir des sables, choix de poèmes, Bordeaux, L'Escampette, 2003.
- Le Désir libertaire : le surréalisme arabe à Paris, 1973-1981, textes réunis par Abdul Kader El Janabi, Toulouse, Les éditions de L’Asymétrie, 2018.